# Leon Biliński (polityk)
Leon Biliński (ur. 21 lutego 1902 w Tłumaczu, zm. 27 grudnia 1978) – polski rolnik, poseł na Sejm PRL III kadencji.

## Życiorys
Syn Ludwika. Uzyskał wykształcenie podstawowe, ukończył dwuletni kurs korespondencyjny rolniczy, prowadził gospodarstwo rolne w Szalejowie Dolnym. Wstąpił do Zjednoczonego Stronnictwa Ludowego, pełnił funkcję prezesa Powiatowego Komitetu w Kłodzku. W 1961 został posłem na Sejm PRL z okręgu Ząbkowice Śląskie. W parlamencie zasiadał w Komisji Rolnictwa i Przemysłu Spożywczego.
W 1955 został odznaczony Brązowym i Srebrnym Krzyżem Zasługi.
Został pochowany na Cmentarzu Komunalnym w Kłodzku.